# Antrodoco
Antrodoco is een gemeente in de Italiaanse provincie Rieti (regio Latium) en telt 2820 inwoners (31-12-2004). De oppervlakte bedraagt 63,9 km², de bevolkingsdichtheid is 45 inwoners per km².

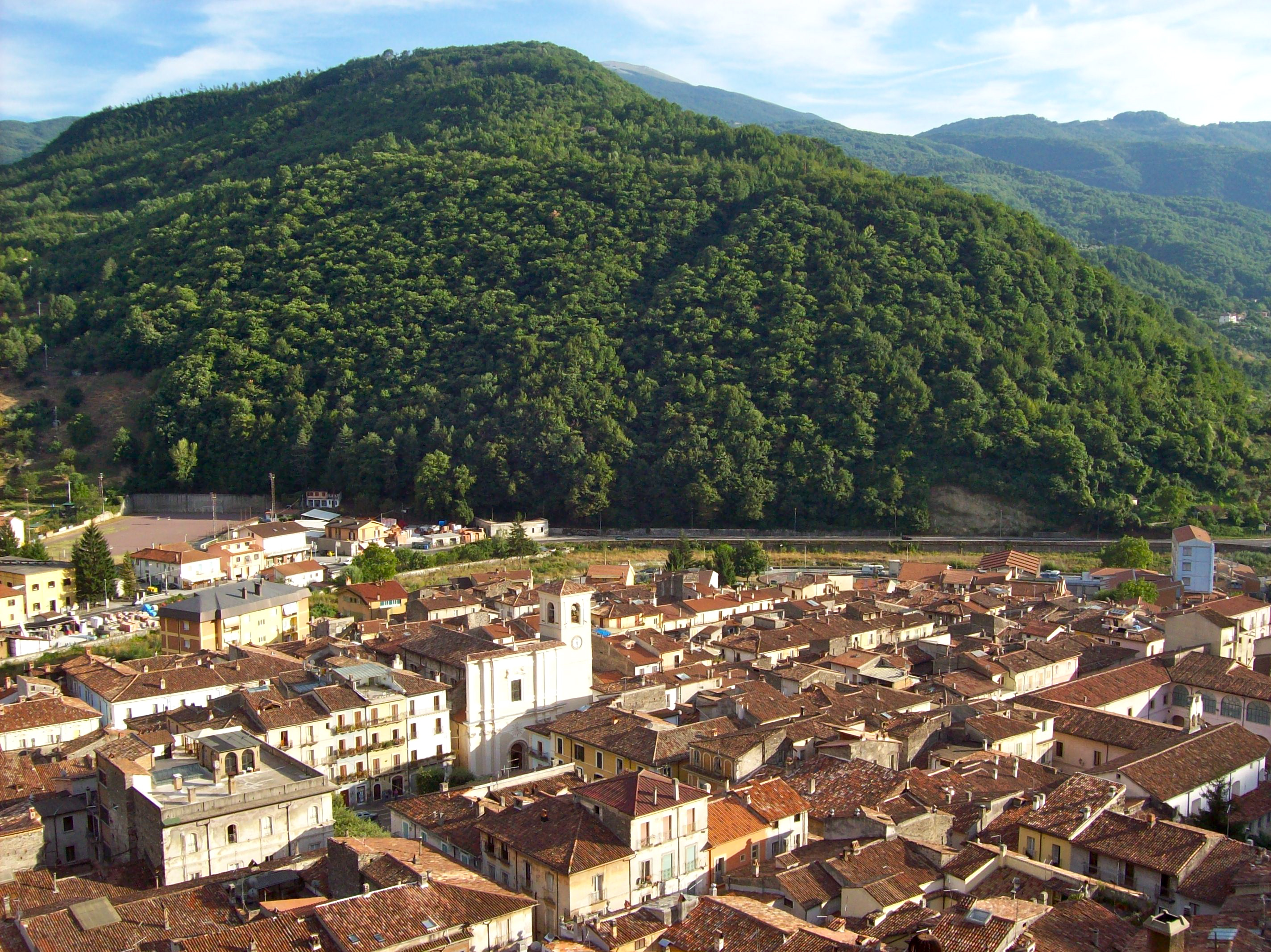
Antrodoco
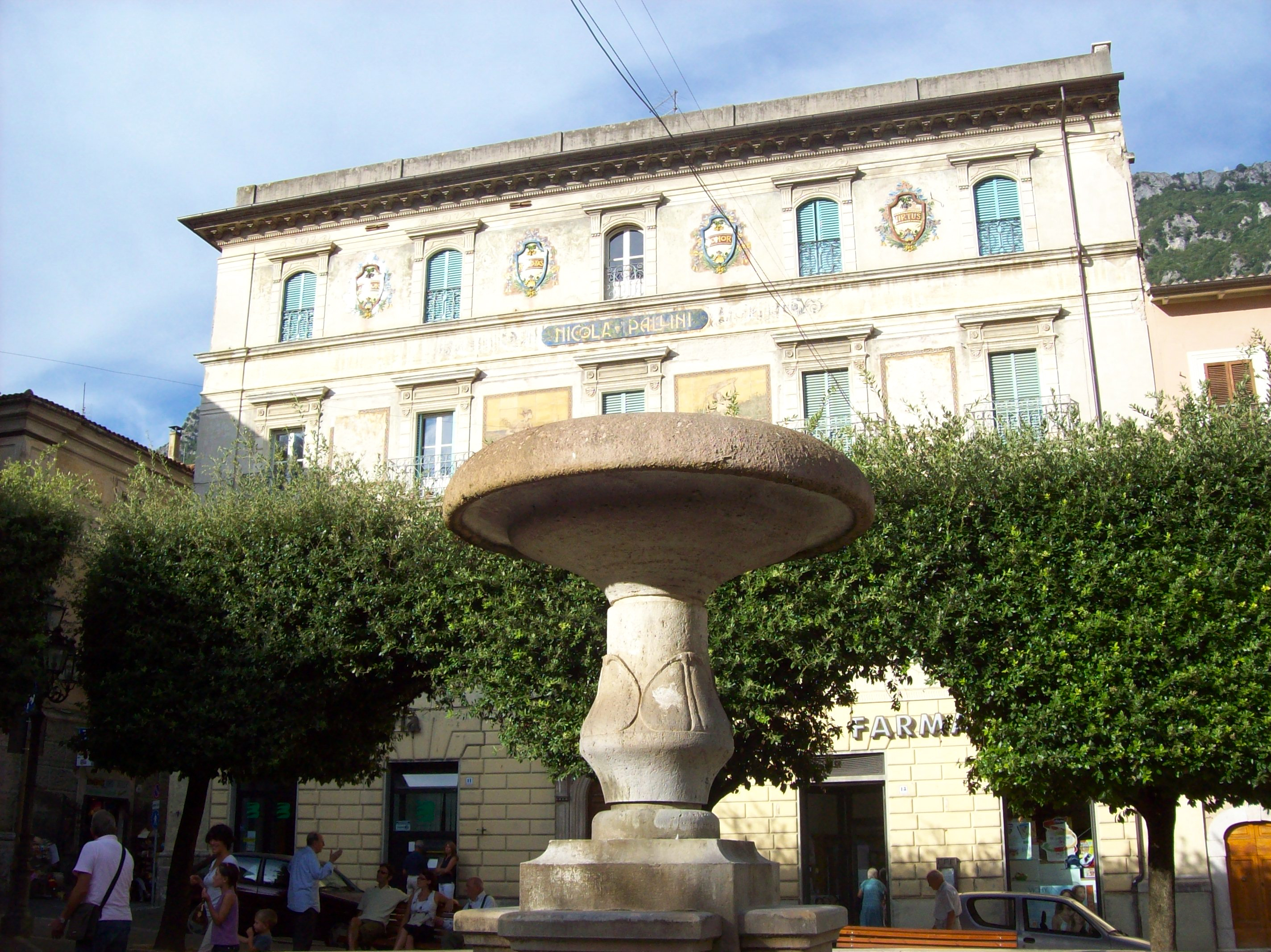
Plein van Antrodoco
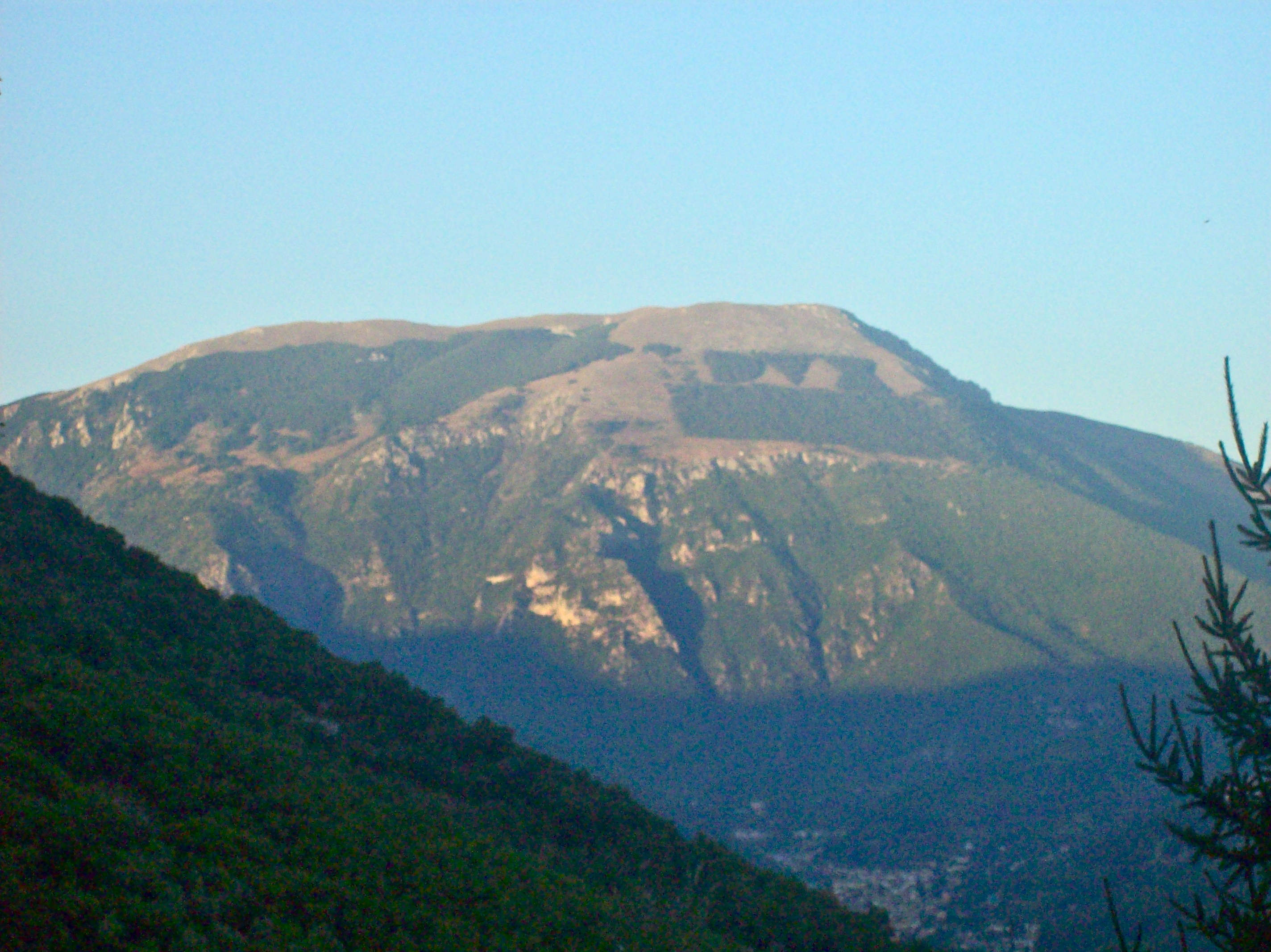
Monte Giano

## Demografie
Antrodoco telt ongeveer 1179 huishoudens. Het aantal inwoners daalde in de periode 1991-2001 met 5,5% volgens cijfers uit de tienjaarlijkse volkstellingen van ISTAT.
| Jaar | Inwoneraantal |
| ---- | ------------- |
| 1991 | 3011          |
| 2001 | 2845          |

## Geografie
De gemeente ligt op ongeveer 525 m boven zeeniveau.
Antrodoco grenst aan de volgende gemeenten: Borbona, Borgo Velino, Cagnano Amiterno (AQ), Fiamignano, L'Aquila (AQ), Micigliano, Petrella Salto, Scoppito (AQ).

## Geboren
- Federico Tedeschini (1873-1959), kardinaal